# توم فيشر (ممثل)
توم فيشر (بالإنجليزية: Tom Fisher)‏ هو ممثل بريطاني، ولد في 1968 في المملكة المتحدة.

## أعمال

### أفلام
- (2001) إنيغما[4]
- (2001) عودة المومياء[5]
- (2004) فان هيلسنج[6]
- (2006) المخادع
- (2017) العظم النخاعي

## وصلات خارجية
- توم فيشر على موقع IMDb (الإنجليزية)
- توم فيشر على موقع روتن توميتوز (الإنجليزية)
- توم فيشر على موقع ألو سيني (الفرنسية)
- توم فيشر على موقع أول موفي (الإنجليزية)
- توم فيشر على موقع قاعدة بيانات الأفلام السويدية (السويدية)
- توم فيشر على موقع قاعدة بيانات الفيلم (الإنجليزية)
- توم فيشر على موقع كينوبويسك (الروسية)